# Narcisa de Jesús Martillo Morán

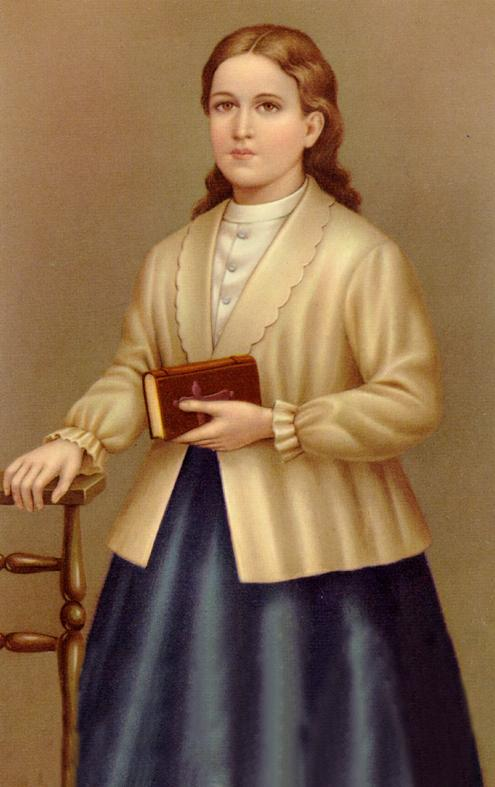
Narcisa de Jesús Martillo Morán

Narcisa de Jesús Martillo Morán (* 29. Oktober 1832 in Nobol, Ecuador; † 8. Dezember 1869 in Lima, Peru) war eine ecuadorianische Jungfrau. Sie wird in der katholischen Kirche als Heilige verehrt.

## Leben
Narcisa zog nach dem frühen Tod ihrer Eltern 1852 nach Guayaquil und arbeitete zur finanziellen Unterstützung ihrer Geschwister als Näherin. Gleichzeitig kümmerte sie sich hingebungsvoll um Bedürftige, Kranke und Kinder. Ab 1868 lebte sie, ohne jedoch dort ein Gelübde abgelegt zu haben, in einem Dominikanerkloster in Lima. Narcisa verbrachte acht Stunden am Tag in Gebet und Einsamkeit sowie weitere vier Stunden mit Kasteiungen. Sie fastete sehr streng und wurde häufig im Zustand der Ekstase gesehen.

## Seligsprechung und Heiligsprechung
Narcisa wurde von Papst Johannes Paul II. 1992 selig- und von Papst Benedikt XVI. 2008 heiliggesprochen. Ihr Gedenktag in der Liturgie ist der 8. Dezember.